# Kirche Hohen Thekla

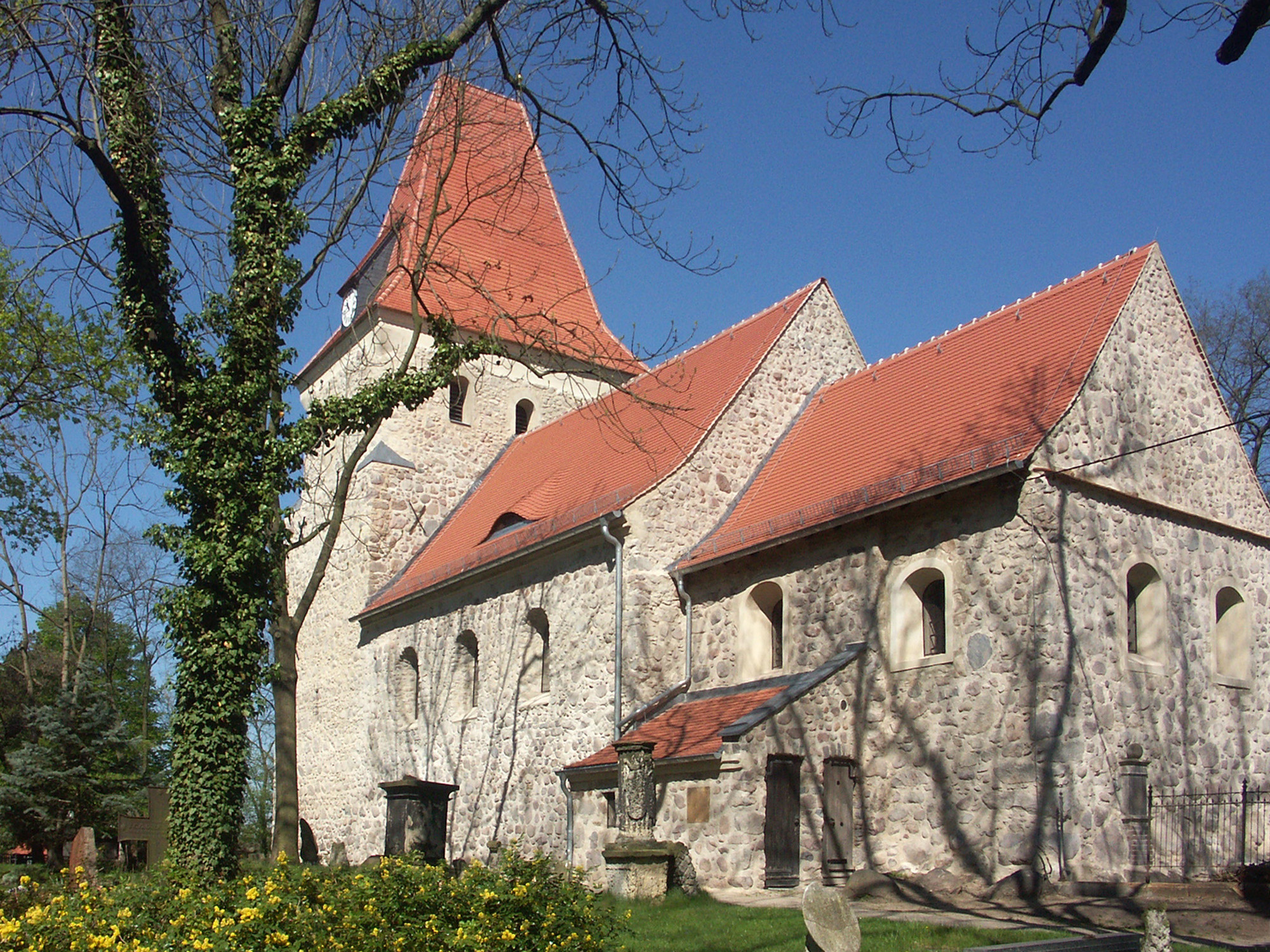
Kirche Hohen Thekla

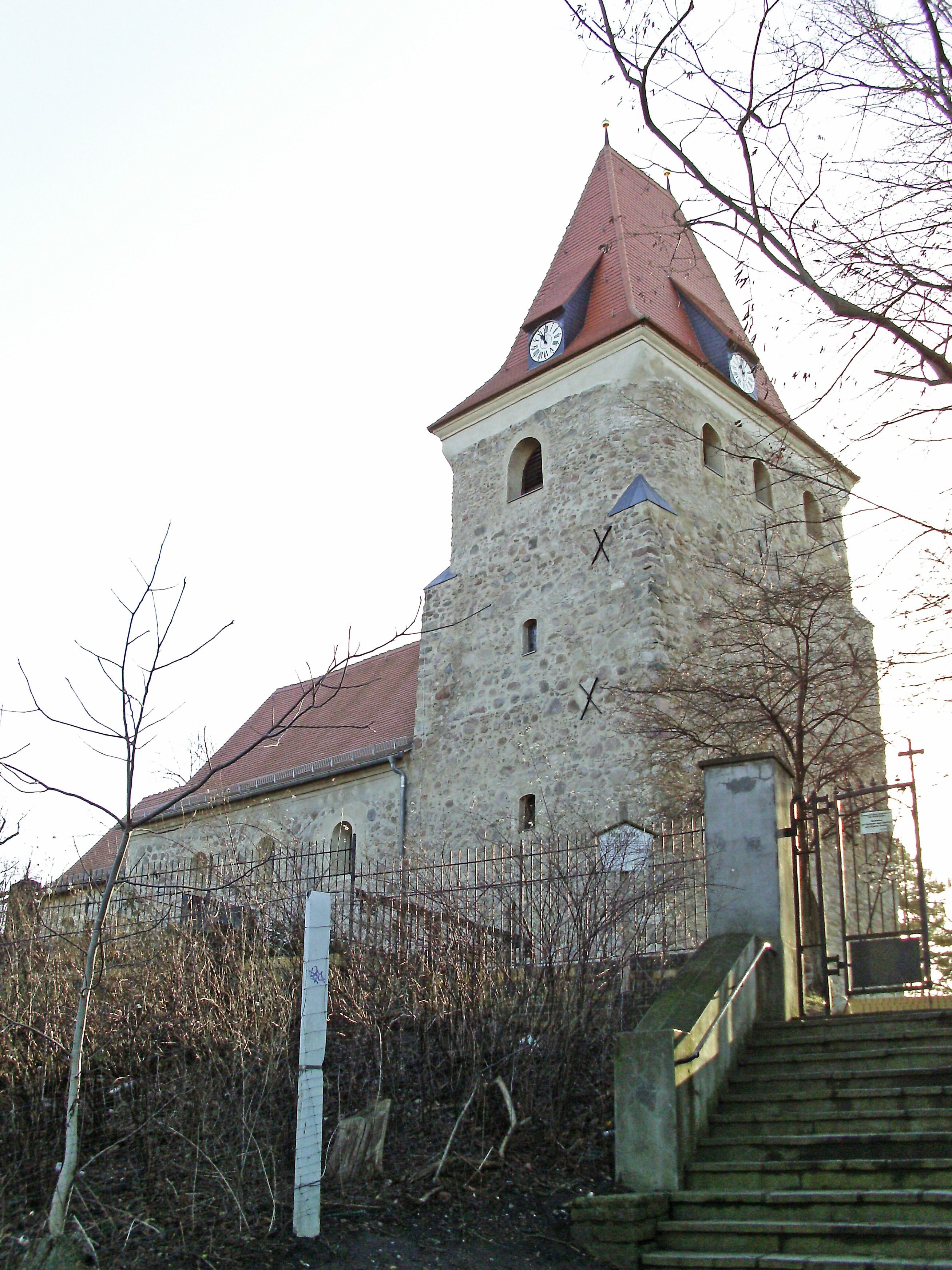
Vorderansicht

Die Kirche Hohen Thekla ist ein im 12. Jahrhundert entstandener, ursprünglich romanischer Sakralbau auf dem Kirchberg in Thekla, Ortsteil der Stadt Leipzig im Freistaat Sachsen. Landläufig wird die Kirche Hohen Thekla  – gemeinsam mit der Bergkirche Beucha und der Kirche Panitzsch – als einer der „Drei Hohepriester“ im Leipziger Umland bezeichnet.

## Allgemeines
Der Kirchberg mit der Kirche und dem Friedhof Hohen Thekla liegen zentral im Ort. Das Gotteshaus war und ist die Pfarrkirche der drei Parthendörfer Neutzsch, Cleuden und Plösen. Die drei Orte schlossen sich 1889 zusammen und gaben ihrem neuen Ort den Namen Thekla – nach ihrer Kirche.
Benannt ist sie nach dem 17 Meter hohen Kirchberg, einer eiszeitlichen Endmoräne mitten im Flachland, der dort die Parthenaue überragt und auf dem die Kirche thront: Er wurde Hohentichel, Hohentiegel oder auch Hohentechla genannt.
Als Erinnerung und Mahnmal an die Völkerschlacht hat die Kirche drei im Kirchturmputz eingemauerte, französische Kanonenkugeln.

## Geschichte

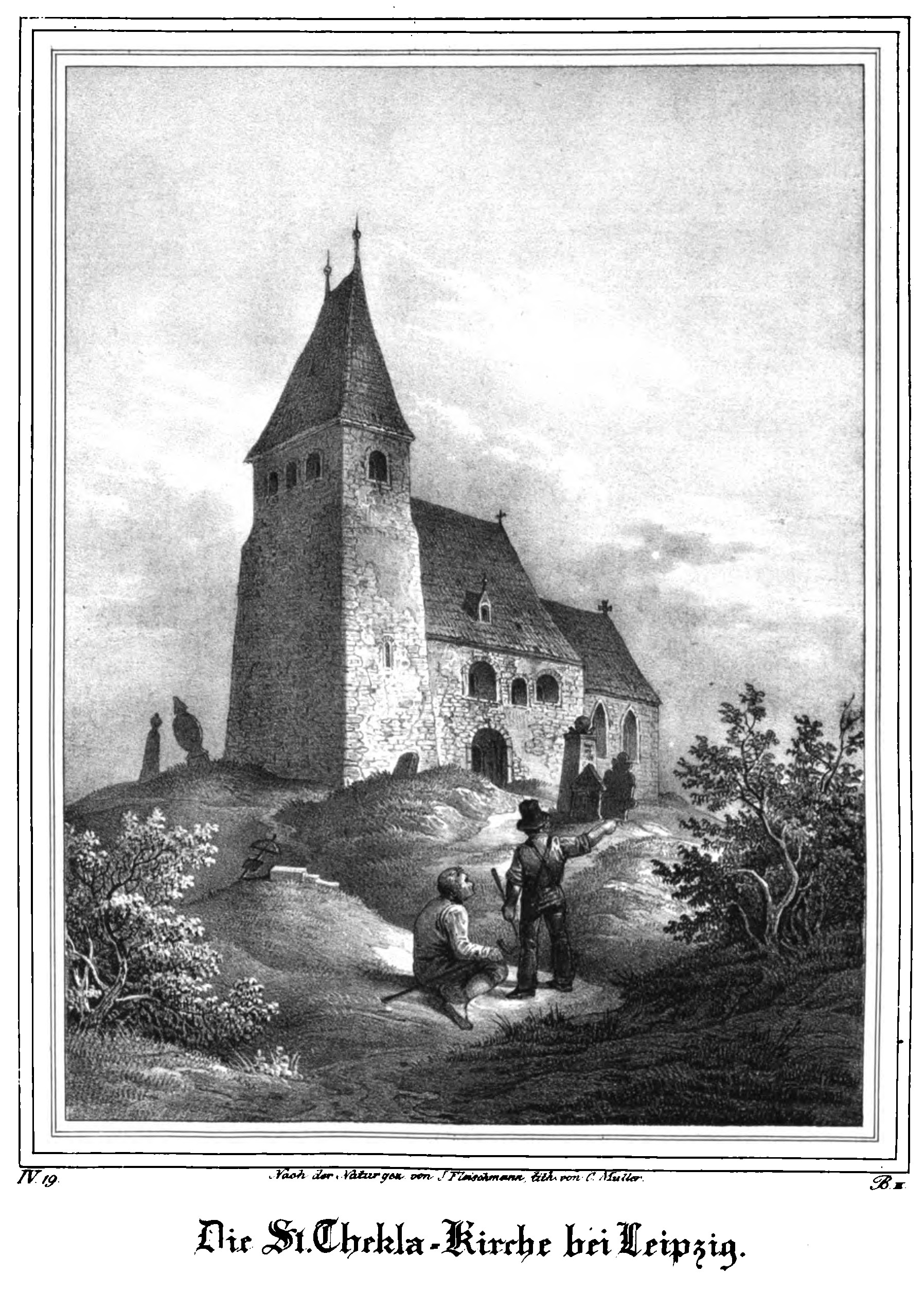
Darstellung vor 1839 (noch ohne Portal im Kirchturm)

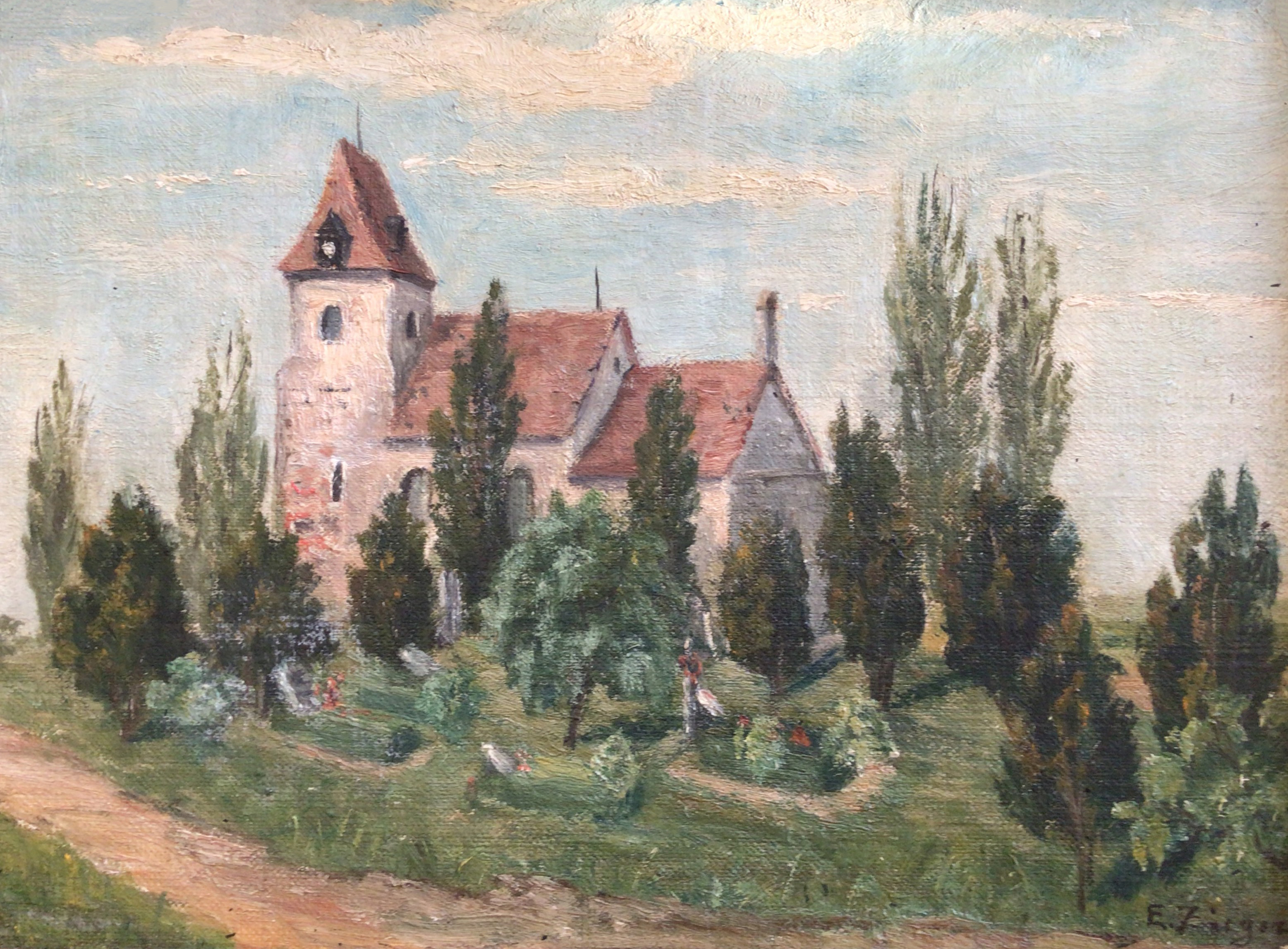
Ölgemälde der Kirche Hohen Thekla von 1919, Maler E. Zieger (Geschenk aus Familienbesitz von Thomas Schaufuß an die Kirchengemeinde Thekla)

Die Kirche wurde im Zeitraum zwischen 900 und 1100, möglicherweise etwa zur Mitte des 12. Jahrhunderts erbaut – sie wurde auch als Wehrkirche genutzt. Im Dreißigjährigen Krieg wurde sie beschädigt und bis 1660 wieder aufgebaut (laut Jahreszahl an der Tür des Südeingangs).
Nach dem Dreißigjährigen Krieg war – verursacht von einem Missverständnis – die Bezeichnung St.-Thekla-Kirche lange Zeit gebräuchlich, die seit 1663 schriftlich belegt ist. Richtig ist der Name Kirche Hohen Thekla.
Im Jahr 1670 erhielt sie im Inneren eine bemalte, gefeldete Bretterdecke sowie Emporen mit bemalter Brüstung.
Zwischen dem 16. und dem 19. Oktober 1813 während der Völkerschlacht bei Leipzig nutzte der schwedische Kronprinz Karl Johann, Befehlshaber der alliierten Nordarmee, den Kirchberg als Lager und Beobachtungspunkt. Die Restaurierung 1898 leitete der Architekt Julius Zeißig.
Am 30. Januar 1959 wurde bei einem Brand die Innenausstattung vollständig zerstört, die Ursache war Brandstiftung. Den Wiederaufbau 1959–1962 leiteten Fritz Ziel und Lilo Häring. Am 7. Oktober 1962 wurde die rekonstruierte Kirche mit moderner Ausstattung neu geweiht.

## Beschreibung

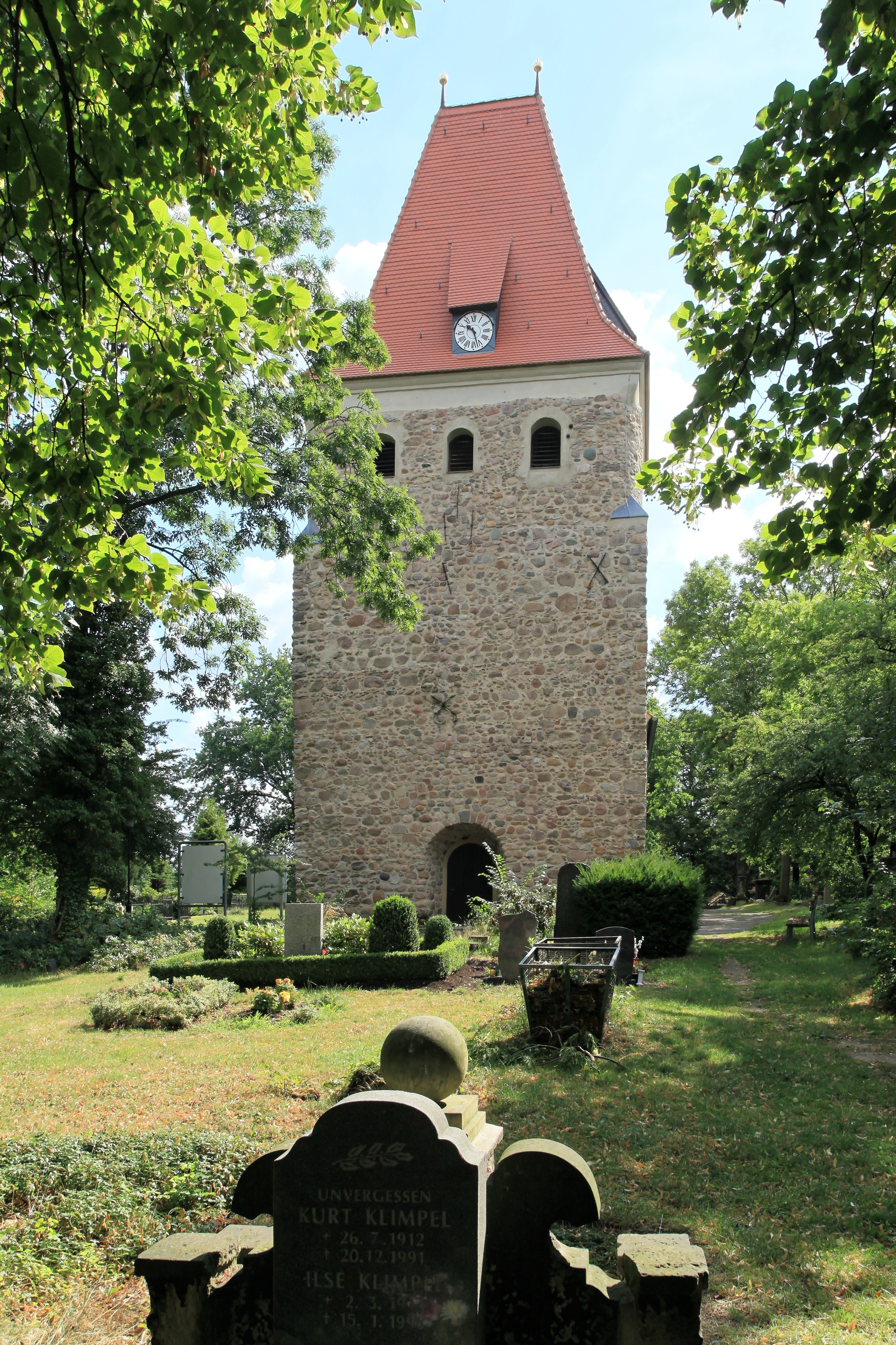
Kirchturm mit dem Portal-Durchbruch von 1898

Die auf einer Anhöhe errichtete, romanische Saalkirche mit geradem Chorschluss und Querwestturm ist dank des flachen Umlands weithin sichtbar (daher die Volksmund-Bezeichnung „Hohepriester“). Der Baukörper ist ein Bruchsteinbau, die Mauern sind bis zwei Meter dick und bestehen hauptsächlich aus großen Feldsteinen. Das Bauwerk hat ein Satteldach, der Kirchturm trägt ein Walmdach. Es gibt einen Triumphbogen zum Chor. 1898 erfolgte der Durchbruch für das Portal an der Westseite des Kirchturms.
Die Kirche brannte 1637 und 1959 aus (Wiederaufbau um 1650 und 1962). Infolgedessen ist die Kirchenausstattung vom Kunststil der 1960er-Jahre geprägt: Taufstein, Kanzel und Lesepult schuf Werner Hempel aus Dresden. Der Innenraum hat weiß verputzte Wandflächen und kontrastiert mit den Brauntönen der Holzbalkendecke und der Empore.
Auf dem umliegenden Friedhof sind barocke und klassizistische Grabmale erhalten.

## Orgel
1776 entstand die erste Orgel als Geschenk eines Zittauer Kaufmanns. Die folgende Orgel mit zwei Manualen, Pedal und 13 Registern schuf 1851 Albert Hermann Wolfram aus Taucha, sie wurde 1840 von Alfred Schmeisser aus Rochlitz umdisponiert. Das Instrument erhielt 1930 Prospektpfeifen aus Zink und wurde beim Brand 1959 zerstört.
1966 schuf Hermann Eule aus Bautzen die heutige Orgel mit zwei Manualen, Pedal und 15 Registern. Die jüngste Renovierung erfolgte 2018–2019.
Die Disposition lautet wie folgt:
| I Manual C– |               |    |
| 1.          | Rohrflöte     | 8′ |
| 2.          | Prinzipal     | 4′ |
| 3.          | Waldflöte     | 2′ |
| 4.          | Mixtur III–IV |    |

| II Manual C– |                |       |
| 5.           | Gedackt        | 8′    |
| 6.           | Spitzflöte     | 4′    |
| 7.           | Prinzipal      | 2′    |
| 8.           | Sifflöte       | 1 ⁄3′ |
| 9.           | Sesquialter II |       |
| 10.          | Scharf III     |       |
| 11.          | Krummhorn      | 8′    |
|              | Tremulant      |       |

| Pedal C– |             |         |
| 12.      | Subbass     | 16′     |
| 13.      | Pommer      | 8′      |
| 14.      | Choralbass  | 4′ + 2′ |
| 15.      | Rauschbaß V |         |

- Koppeln: II/I, I/P, II/P

## Geläut
Die älteste Glocke der Kirche wurde um 1300 gegossen. Sie hat die Inschrift sit tempestatum per me genus omne fugatum (Jede Art von Stürmen sei durch mich vertrieben) und ein kleines Relief (Bischof mit Mitra). Die Glocke befindet sich im Depot des Stadtgeschichtlichen Museums Leipzig.
Eine weitere Kirchenglocke ging auf das Jahr 1538 zurück. 1908 wurde ein dreistimmiges Bronze-Glockengeläut gegossen und in den Kirchturm gehoben; es musste im Ersten Weltkrieg als Metallspende abgegeben werden, konnte aber nach Kriegsende zurückkehren. Durch die Beschlagnahme zu Rüstungszwecken während des Zweiten Weltkriegs ging dieses Geläut dann aber doch verloren. 1951 folgte ein Stahlglocken-Geläut, das aber beim Brand im Januar 1959 zerstört wurde.
Am 14. Mai 1960 zum Richtfest des Wiederaufbaus wurde das neue Stahl-Glockengeläut von Schilling & Lattermann geweiht. Es gleicht in Größe, Gewicht, Stimmung und Inschrift dem Geläut von 1951.
| Glocke | Schlagton | Gewicht | Durchmesser | Inschrift*                                              |
| ------ | --------- | ------- | ----------- | ------------------------------------------------------- |
| 1      | f′        | 1200 kg | 1460 mm     | Unser Glaube ist der Sieg, der die Welt überwunden hat. |
| 2      | a′        | 0550 kg | 1150 mm     | Die Liebe höret nimmermehr auf.                         |
| 3      | c″        | 0320 kg | 0950 mm     | Hoffnung lässt uns nicht zuschanden werden.             |

* Alle Glocken tragen zusätzlich die Inschrift: „Im Jahre des Kirchenbrandes 1959 Kirche Hohen Thekla Leipzig“

## Kirchgemeinde

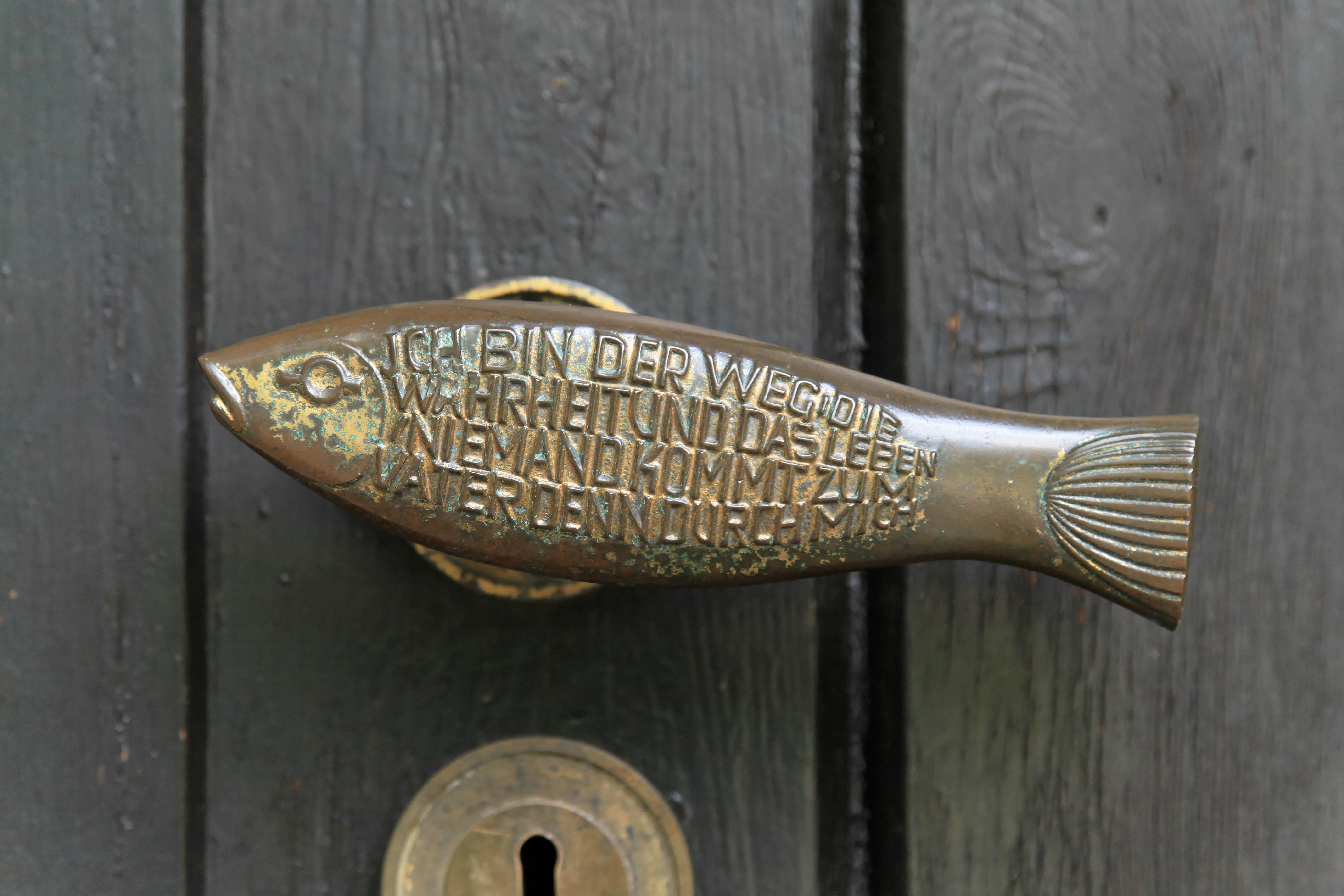
Türklinke mit Spruch (1960er Jahre)

Die Kirche Hohen Thekla gehört gemeinsam mit der Kirche Schönefeld und der Stephanuskirche Mockau zur Matthäusgemeinde Leipzig Nordost im Kirchenbezirk Leipzig der Evangelisch-Lutherischen Landeskirche Sachsens.

## Pfarrer
Das Verzeichnis pfarrerbuch.de listet für diese Kirche die Pfarrer auf.
Pfarrer
- 1516: Erhard Elling
- 1541: Severin Breunsdorf
- 1554: Johann Teichmann
- 1559: Seth Orthmannsdorf
- 1568: Christoph Lehmann
- 1573: Hieronymus Winkler
- 1583: Paul Harder
- 1626: Andreas Deltzsch
- 1642: Jeremias Höpner
- 1657: Aegidius Müller
- 1690: Johann Sigismund Schmutzer
- 1734: Christoph Fritzsche
- 1768: Johann Gottlob Troitzsch
- 1802: Samuel Friedrich Irmschler
- 1823: Karl August Friedrich Haupt
- 1837: Gustav Eduard Platz
- 1862: Julius Ferdinand Rose
- 1884: Friedrich Wilhelm Sparwald
- 1896: Franz Bernhard Lippold
- 1909: Heinrich Hermelink
- 1914: *Georg Daniel Liebster
- 1927: Johann Fürchtegott Müller d. J.
- 1951: Joachim Petzoldt
- 1966: Johannes Möbius

## Varia
- Die wohl prominenteste Trauung in der Kirche Hohen Thekla gab es am 29. April 1840, als sich dort der Politiker Robert Blum und Eugenie Günther das Ja-Wort gaben.